# Pauliho vylučovací princip
Pauliho vylučovací princip je princip kvantové mechaniky, který říká, že žádné dva nerozlišitelné fermiony nemohou být ve stejném kvantovém stavu. Tento princip formuloval v roce 1925 fyzik Wolfgang Pauli. Jedná se o jedno ze základních pravidel fyziky, protože mezi fermiony, pro které pravidlo platí, patří protony, neutrony a elektrony, ze kterých je složena veškerá hmota.
Částice podléhající Pauliho vylučovacímu principu se nazývají fermiony. To jsou všechny částice, které tvoří hmotu (kvarky – u, d, c, s, t, b; leptony – elektron, mion, tauon, e. neutrino, m. neutrino a t. neutrino; a baryony – složené částice – nukleony (proton, neutron) a hyperony – Δ, Λ, Σ a Ω). Všechny fermiony mají poločíselný spin, což znamená, že mají vnitřní moment hybnosti, jehož hodnota je {\displaystyle \hbar =h/2\pi } (redukovaná Planckova konstanta) krát polovina lichého celého čísla (1/2, 3/2, 5/2, atd.). V kvantové mechanice je stav systému složeného z nerozlišitelných fermionů popisován pomocí vlnové funkce antisymetrizované přes jednočásticové stavy těchto nerozlišitelných fermionů.
Částice, které nejsou fermiony, se nazývají bosony. Ty mají celočíselný spin a mohou sdílet kvantové stavy. Systémy z nich složené jsou (na rozdíl od fermionických systémů) popisovány symetrizovanou vlnovou funkcí. Příkladem bosonu může být např. foton nebo bosony W a Z.
Příkladem aplikace Pauliho vylučovacího principu (a původním motivem pro jeho zavedení) je plnění atomového obalu elektrony: v elektronovém obalu daného atomu může být v konkrétním kvantovém stavu popsaném kvantovými čísly n, l, m, s nejvýše jeden elektron (neboli v daném kvantovém stavu nemohou existovat dva elektrony současně. Každé dva elektrony v obalu se liší v hodnotě alespoň jednoho kvantového čísla).

## Propojení se symetrií kvantového stavu
Pauliho vylučovací princip byl původně formulován jako empirický princip, který napsal Pauli v roce 1924, aby vysvětlil experimentální výsledky Zeemanova jevu v atomové spektroskopii, feromagnetismus a jak je řízena periodická tabulka elektronovou strukturou atomů, ještě předtím, než vznikla moderní teorie kvantové mechaniky od Wernera Heisenberga a Erwina Schrödingera. To však neznamená, že by byl princip nějakým způsobem přibližný či nepřesný. Ve skutečnosti je to jeden z nejlépe vyzkoušených a běžně akceptovaných výsledků fyziky.
Pauliho princip se dá odvodit, začínáme-li předpokladem, že systém částic zaujímá antisymetrický kvantový stav. Vzhledem k vlastnostem spinu, částice s celočíselnou hodnotou spinu zaujímají symetrické kvantové stavy a částice s hodnotou spinu poloviny lichého celého čísla zaujímají antisymetrické stavy; mimochodem v kvantové mechanice jsou dovoleny pouze tyto dvě možné skupiny hodnot.
Antisymetrický stav dvojice částic, kdy jedna částice je ve stavu {\displaystyle \left|\psi _{1}\right\rangle } a druhá ve stavu {\displaystyle \left|\psi _{2}\right\rangle }, je vyjádřen jako:
{\displaystyle |\psi _{1},\psi _{2}\rangle ={\frac {1}{\sqrt {2}}}\left(|\psi _{1}\rangle |\psi _{2}\rangle -|\psi _{2}\rangle |\psi _{1}\rangle \right)}
Avšak pokud {\displaystyle \left|\psi _{1}\right\rangle } a {\displaystyle \left|\psi _{2}\right\rangle } jsou ve stejném kvantovém stavu, vzorec dává nulový výsledek:
{\displaystyle |\psi _{1},\psi _{2}\rangle =0}
Toto není platný kvantový stav. Jinými slovy v tomto systému nemůžeme najít částice, které zaujímají stejný kvantový stav.

## Limity
Pauliho princip má jisté limity, dokáže vytvářet jen omezený tlak (tzv. Fermiho tlak). Např. při kolapsu bílého trpaslíka na neutronovou hvězdu tlak vzroste natolik, že je pro elektrony výhodnější přeměnit se na jiné fermiony (v tomto případě neutrony), pro které je Fermiho tlak vyšší a může tak vzdorovat vyšší gravitační síle. Uvnitř černé díry je gravitační síla natolik silná, že překoná jakkoliv silný Fermiho tlak a hmota musí zaujmout stav, při kterém se neskládá ze stejných fermionů.
Pauliho vylučovacímu principu také podle kvantové mikroskopické teorie supravodivosti nepodléhají elektrony sdružené do Cooperových párů při jevu supravodivosti. Jejich spiny se pak kompenzují a chovají se jako bosony.

## Zajímavosti
Podle některých vědců může Pauliho vylučovací princip například také za dochování struktury kolagenu ve fosiliích starých až 200 milionů let.